# Blountsville, Alabama
Blountsville är en kommun (town) i Blount County i Alabama. Vid 2010 års folkräkning hade Blountsville 1 684 invånare.
Orten hette ursprungligen Bear Meat Cabin. Namnet ändrades till Blountsville och orten blev countyhuvudort 1820. Ortnamnet hedrar Willie Blount som var guvernör i Tennessee. Även countyt har fått sitt namn efter honom. Oneonta blev huvudort i countyt 1889.